# ديفيد ماكديارميد
ديفيد ماكديارميد (بالإنجليزية: David McDiarmid)‏ هو ناشط ورسام أسترالي، ولد في 1952، وتوفي في 1995.

## مسيرته الفنية
ديفيد ماكديارميد كان يُعرف بتنوع أساليبه الفنية وتطوره المستمر. كان يستخدم مجموعة متنوعة من الوسائط الفنية في أعماله، بما في ذلك الرسم اليدوي والتصميم الجرافيكي والتطريز والنسيج. كانت أعماله تتنوع بين الأعمال ثنائية الأبعاد والأعمال الفنية ثلاثية الأبعاد وحتى التصاميم الفنية للملابس والأقمشة.